# دراغان لوكوفسكي
دراغان لوكوفسكي (بالصربية: Драган Луковски)‏ مواليد 21 مارس 1975 في سكوبيه، جمهورية يوغوسلافيا الاشتراكية الاتحادية، هو لاعب كرة سلة مقدوني معتزل. بدأ مسيرته الاحترافية في سنة 1993. مثّل منتخب بلاده. شارك في دورة الألعاب الأولمبية الصيفية سنة 2000. حقق المركز الأول في بطولة كأس العالم لكرة السلة 1998. اعتزل اللعب في 2008.

## المسيرة الاحترافية
لعب مع نادي بارتيزان لكرة السلة من سنة 1995 إلى 1999، ثم لعب مع نادي ريد ستار لكرة السلة في موسم 1999–2000، ثم لعب مع فنربخشة لكرة السلة في الدوري التركي في موسم 2000–2001، ثم لعب مع نادي ماكدونيكوس لكرة السلة في موسم 2004–2005، ثم لعب مع نادي بانيونيس لكرة السلة في موسم 2006–2007، ثم لعب مع ليموج سي إس بي في الدوري الفرنسي في موسم 2007–2008.

## سجل المنافسة
شارك في المنافسات التالية:
- بطولة أمم أوروبا لكرة السلة 1999
- الألعاب الأولمبية الصيفية 2000

## الميداليات
| الميدالية | المسابقة                         |
| --------- | -------------------------------- |
| برونزية   | بطولة أمم أوروبا لكرة السلة 1999 |
| ذهبية     | بطولة كأس العالم لكرة السلة 1998 |

## روابط خارجية
- دراغان لوكوفسكي على موقع الاتحاد الدولي لكرة السلة (الإنجليزية)
- دراغان لوكوفسكي على موقع كرة السلة الأوروبية.كوم (الإنجليزية)
- دراغان لوكوفسكي على موقع ريلجم (الإنجليزية)
- دراغان لوكوفسكي على موقع بروبوليرز (الإنجليزية)
- دراغان لوكوفسكي على موقع سبورتس رفرنس (الإنجليزية)
- دراغان لوكوفسكي على موقع أوليمبيديا (الإنجليزية)